# Tomeu Llompart
Bartomeu Llompart Coll (Inca, 6 ottobre 1944) è un allenatore di calcio ed ex calciatore spagnolo, di ruolo centrocampista.

## Carriera
Nativo di Inca, nelle Baleari, iniziò a giocare con la squadra della sua città, il Club Esportiu Constància. Nella stagione 1963-1964 militò in Segunda División. A fine anno fu acquistato dall'Elche CF, in Primera.
Con la squadra biancoverde giocò per 13 stagioni, fino al ritiro avvenuto nel 1977. Giocò una finale di Copa del Generalísimo nel 1969. La prima e unica finale del club di Elche, terminò con una sconfitta contro l'Athletic Club di Bilbao. Nella stagione 1970-1971 retrocesse in Segunda División, tornò in massima serie due anni dopo, nel 1973, ottenendo la promozione grazie al secondo posto in classifica.
Dopo il ritiro iniziò la carriera di allenatore.

## Palmarès

### Allenatore
- Segunda División B: 1

Orihuela: 1989-1990 (gruppo IV)